# Alferrarede
Alferrarede is een plaats (freguesia) in de Portugese gemeente Abrantes en telt 3831 inwoners (2001).